# کیارا سیراکوزا
کیارا سیراکوزا (به انگلیسی: Chiara Siracusa) (زاده ۲۵ سپتامبر ۱۹۷۶) خواننده مالتی است.
او در مسابقه آواز یوروویژن ۱۹۹۸، مسابقه آواز یوروویژن ۲۰۰۵، مسابقه آواز یوروویژن ۲۰۰۹ نماینده مالت بود.